# Seznam hlav států v roce 1918

## Afrika
| Název státu                         | Státní vlajka | Hlava státu          | Předseda vlády |
| ----------------------------------- | ------------- | -------------------- | -------------- |
| Basutsko                            |               | Jiří V.              |                |
| Britská Jihoafrická společnost      |               | Jiří V.              |                |
| Britské Somálsko                    |               | Jiří V.              |                |
| Egyptský sultanát                   |               | Fuad I.              |                |
| Etiopské císařství (Habeš)          |               | Viktor Emanuel III.  | Habte Giyorgis |
| Jihoafrická unie                    |               | Jiří V.              |                |
| Sultanát Zanzibar                   |               | Khalifah ibn Harub   |                |
| Libérie                             |               | Daniel Edward Howard |                |
| Maroko (Francouzská Severní Afrika) |               | Sultán Mulaj Júsuf   |                |
| Italská Libye                       |               | Viktor Emanuel III.  |                |
| Zlatonosné pobřeží                  |               | Jiří V.              |                |

## Asie
| Název státu             | Státní vlajka | Hlava státu                           | Generální guvernér                                          | Předseda vlády                     |
| ----------------------- | ------------- | ------------------------------------- | ----------------------------------------------------------- | ---------------------------------- |
| Osmanská říše           |               | Mehmed V. – Mehmed VI.                |                                                             |                                    |
| Afghánský emirát        |               | Habíbulláh                            |                                                             |                                    |
| Japonské císařství      |               | Taišó                                 |                                                             |                                    |
| Vznešený stát Persie    |               | Šáh Ahmad Šáh                         |                                                             |                                    |
| Tibet                   |               | Thubtän Gjamccho                      |                                                             |                                    |
| Nepálské království     |               | Tribhuvan                             |                                                             | Chandra Shamsher Jang Bahadur Rana |
| Bhútánské království    |               | První král Ugyen Wangchuck            |                                                             |                                    |
| Japonská okupace Koreje |               | Guvernér Hasegawa Yoshimichi          |                                                             |                                    |
| Čínská republika        |               | Prezident Feng Guozhang – Xu Shichang | Wang Shizhen – Qian Nengxun – Tuan Čchi-žuej – Qian Nengxun |                                    |

## Amerika
| Název státu | Státní vlajka | Hlava státu                              | Předseda vlády        |
| ----------- | ------------- | ---------------------------------------- | --------------------- |
| USA         |               | Woodrow Wilson                           | Thomas Riley Marshall |
| Mexiko      |               | Adolfo de la Huerta                      |                       |
| Kostarika   |               | Federico Alberto Tinoco Granados         |                       |
| Brazílie    |               | Venceslau Brás – Delfim Moreira          |                       |
| Kolumbie    |               | José Vicente Concha – Marco Fidel Suárez |                       |
| Venezuela   |               | Victorino Márquez Bustillos              |                       |

## Evropa
| Název státu                                        | Státní vlajka | Hlava státu                                          | Předseda vlády                                                                  |
| -------------------------------------------------- | ------------- | ---------------------------------------------------- | ------------------------------------------------------------------------------- |
| První republika                                    |               | Tomáš Garrigue Masaryk                               | Tomáš Garrigue Masaryk – Karel Kramář                                           |
| České království                                   |               | Karel I. ( do 28. října)                             |                                                                                 |
| Bulharské carství                                  |               | Boris III.                                           |                                                                                 |
| Spojené království Velké Británie a Irska          |               | Jiří V.                                              |                                                                                 |
| Německé císařství                                  |               | Vilém II. Pruský                                     |                                                                                 |
| Dánsko                                             |               | Kristián X.                                          |                                                                                 |
| Rakousko-Uhersko                                   |               | Karel I. (do 12. listopadu)                          | 1 Ernst Seidler von Feuchtenegg 2 Max Hussarek von Heinlein 3 Heinrich Lammasch |
| Vatikán                                            |               | Benedikt XV.                                         | Státní sekretář Pietro Gasparri                                                 |
| Monacké knížectví                                  |               | Albert I. Monacký                                    | zástupce za ministra Georges Jaloustre                                          |
| Ruská sovětská federativní socialistická republika |               | Vladimir Iljič Lenin                                 |                                                                                 |
| Ukrajinská sovětská socialistická republika        |               | Emanuel Kviring                                      | Pavlo Skoropadskyi                                                              |
| Třetí Francouzská republika                        |               | Prezident Raymond Poincaré                           | Georges Clemenceau podruhé zvolen.                                              |
| Druhá Polská republika                             |               | Józef Piłsudski                                      |                                                                                 |
| Arménská demokratická republika                    |               | 1 Aram Manukian 2 Avetis Aharonjan 3 Avetik Sahakjan | Hovhannes Katchaznouni                                                          |
| Běloruská lidová republika                         |               | Jan Sierada, Pavel Alyaksyuk, Iosif Lyosik           |                                                                                 |
| Islandské království                               |               | Kristián X.                                          |                                                                                 |

## Oceánie
| Název státu   | Státní vlajka | Hlava státu                         |
| ------------- | ------------- | ----------------------------------- |
| Tonga         |               | George Tupou II – Salote Tupou III. |
| Austrálie     |               | Jiří V.                             |
| Západní Samoa |               | Jiří V.                             |